# Michèle Torrová
Michèle Torrová, nepřechýleně Michèle Torr, (* 7. dubna 1947 Pertuis) je francouzská zpěvačka, textařka a bavička. Je populární zejména ve frankofonních zemích, protože, až na výjimky, je její repertoár výhradně ve francouzštině.

## Životopis
Michèle byla od malička svou matkou Clémente vedena ke zpěvu a díky ní se stala velkou obdivovatelkou Édith Piaf, což také ovlivnilo její pěvecký projev.
V roce 1962 se přihlásila do pěvecké soutěže On Chante dans mon Quartier contest v Avignonu, kde zvítězila s písní „Exodus“ právě z repertoáru Edith Piaf před druhou Mireille Mathieu. Díky tomuto úspěchu se stala předskokanem koncertu Jacquese Brela v Paláci papežů v Avignonu.
Byla dvakrát vdaná. Má dvě děti, syna Romaina s dceru Émilii.
V roce 2005 vydala autobografii La Couleur des mots.

### Kariéra
V roce 1964 podepsala smlouvu se společností Merkur, kde téhož roku natočila tři EP desky a jedno 10" album. Její nahrávka písně „Dans mes bras, oublie ta peine“ na druhé EP desce zaznamenala výrazný úspěch. V témže roce poprvé vystoupila v pařížské Olympii v předprogramu show Clauda Françoise. V šedesátých letech se její repertoár nese zejména v duchu yé-yé.
Michèle pokračovala v nahrávání a vydávání singlů na začátku a v polovině 70. let jako „Une vague bleue“, ale největších úspěchů své kariéry dosáhla na konci desetiletí s „Emmène-moi danser ce soir“, „La séparation“ a „Discomotion“. Vůbec největším jejím mezinárodním hitem se v roce 1977 stala píseň „J’aime“, což byla coververze orchestrálky „Arrival“ z repertoáru skupiny ABBA s jejím vlastním textem. Nejprodávanější titulem se stala píseň „Emmène-moi danser ce soir“, které se prodalo přes 600 000 kusů.
Také 80. léta byla pro Michèle velmi úspěšná. Uspořádala řadu turné. Pravidelně vystupovala v pařížské Olympii a z těchto vystoupení vydávala živá alba. Z tohoto ubdobí zaujaly například písně „J'en appel à la tendresse“, „Lui“ a „Midnight blue“.
V 90. letech se dále věnovala nahrávání alb, hlavně retrospektivních, a účastnila se turné Tender Age.
V 21. století pokračuje ve vystupování a v nahrávání, zejména živých alb, a dále se účastní turné Tender Age.

## Účast na Eurovision Song Contest
Soutěže Eurovision Song Contest se poprvé zúčastnila v roce 1966, kde reprezentovala s písní „Ce soir je t’attendais“ domácí Lucembursko, které v předchozím roce zvítězilo s písní „Poupée de cire, poupée de son“ v podání jiné Francouzky France Gall. Michèle skončila na desátém místě. (Zvítězil Udo Jürgens s písní „Merci, Chérie“.)
Podruhé se zúčastnila Eurovize v roce 1977 v Londýně, kde reprezentovala Monako s písní „Une petite française“ a skončila čtvrtá. (Zvítězila Marie Myriam s písní „L’oiseau et l’enfant“ za Francii.)
Písně ze svých vystoupení v Eurovizi natočila také v cizojazyčných verzích a jsou to jedny z mála jejích cizojazyčných nahrávek.
Mezitím, v roce 1970 se zúčastnila francouzského předvýběru se dvěma písněmi, ale nepostoupila.

### Diskografie
Do roku 2016 vydala 44 alb, 121 malých desek a 56 kompilací. Za 9 alb a 2 singly získala zlaté desky.
V roce 2019 vydala album Je vais bien.